# Provincia de Vardak
Vardak es una de las 34 provincias de Afganistán. Se encuentra en el centro del país. Su capital es Meydan Shahr.
La población, alrededor de los 70.000 habitantes, es una mezcla de un 70% de pastunes, 20% de hazaras y 10% de miembros de otros grupos étnicos.

## Distritos
- Maydan Shahr
- Jalrez
- Hisa-I- Awali Bihsud
- Markazi Bihsud
- Day Mirdad
- Chaki Wardak
- Saydabad
- Nirkh
- Jaghatu

- Datos: Q183056
- Multimedia: Wardak Province / Q183056